# Haus of Gaga
La Haus of Gaga (español: Casa de Gaga) es el equipo creativo personal de la cantante estadounidense Lady Gaga y es responsable de la mayoría de su estilo característico e individual. La Haus crea gran parte de la ropa, utilería, escenografía y maquillaje para las performances en vivo de Gaga y presentaciones visuales de su trabajo; como piezas que representan artísticamente el estilo y los temas destacados por Gaga. Estas creaciones se agrupan en una combinación visual y sonora para crear una colección completa de vídeos musicales y otras apariciones.
La Haus Of Gaga se divide según el tipo de aportaciones que dan a la imagen artística de la cantante en: la Haus Of Gaga (diseño, coreografía, ropa, edición de música, maquillaje, etc.), la Haus Laboratories (químicos, perfumes, etc.) y la TechHaus (avances tecnológicos así como imagen en las redes sociales).

## Miembros actuales

### Equipo creativo
- Fundadora: Lady Gaga (2008 — presente)
- Director de moda: Nicola Formichetti (2009 — presente)
- Estilista: Anna Trevelyan (2009 — presente)
- Diseñador: Brandon Maxwell (2009 — presente)
- Maquilladora: Tara Savelo (2009 — 2014) Sarah Nicole Tanno (2014- presente)
- Creador y estilista de cabello: Frederic Aspiras (2009 — presente)
- Diseñador: Perry Meek (2009 — presente)
- Asistente personal: Lane Bentley (2008 — presente)
- Asistente: Sonja Durham (2008 — 2017)
- Fotógrafo: Terry Richardson (2011 — 2016)
- Dibujante: Helen Green (2012 — presente)
- DJ: DJ White Shadow (2010 — presente)
- DJ: Lady Starlight (2009 — 2014)

### Equipo de bailarines
- Coreógrafo: Richard Jackson (2011 — presente)
- Bailarines
  - Richard Jackson (2008 — presente)
  - Asiel Hardison (2008 — presente)
  - Ian McKenzie (2008 — presente)
  - Graham Breitenstein (2009 — presente)
  - Montana Efaw (2009 — presente)
  - Sloan-Taylor Rabinor (2009 — presente)
  - Jeremy Hudson (2009 — 2013)
  - Víctor Rojas (2010 — presente)
  - Knicole Breahn Haggins (2012 — presente)
  - Kevin Frey (2012 — presente)
  - David Lei Brandt (2012 — 2017)

### Banda
- Teclado: Brockett Parsons (2010 — presente)
- Batería: George McCurdy (2010 — presente)
- Bajo: Lanar Brantley (2010 — presente)
- Guitarra: Ricky Tillo (2010 — presente)
- Guitarra: Tim Steward (2012 — presente)

### Equipo administrativo
- Socio de A&R de Streamline Records: Vincent Herbert (2008 — presente)
- Atom Factory Inc.
  - Mánager: Bobby Campbell (2014 — presente)
  - Asistente de gerencia: Amanda Valez (desconocido — presente)
  - Asistente de gerencia: Allison Streuter (desconocido — presente)
  - Director de marketing: Bobby Campbell (desconocido — presente)
- Mánager de camino: Wendi Morris (desconocido — presente)
- Mánager de camino: George st (desconocido — presente)
- Mánager de camino: Philip Cabot (desconocido — presente)

## Miembros antiguos
- Bailarina: Celine Thubert (2008)
- Bailarina: Melissa Emrico (2008)
- Bailarín: Cassidy Noblett (2010)
- Bailarín: Michael Silas (2008 — 2011)
- Bailarina: Bethany Strong (2009 — 2011)
- DJ: Space Cowboy (2009)
- Guitarra: Kareem Devlin Byrne (2009 — 2011)
- Diseñadora: Matthew Williams (2008 — 2010)
- Coreógrafa: Laurieann Gibson (2008 — 2011)
- Directora artística: Laurieann Gibson (2010 — 2011)
- Mánager de camino: David Ciemny (2008 — 2009)
- Asistente: Angela Cienmy (2009)
- Asistente: Megan D. (2009)
- Promotor para The Coalition/Mánager artístico: Leah Landon (2008 — 2009)
- Bailarina/Maquilladora de la banda: Marissa Jade Willinsky (2010 — 2011)
- Maquilladora: Sharon Gault (2008 — 2009)
- Maquillador: Billy Brasfield (2009 — 2011)
- Director: Todd Tourso (2010 — 2011)
- Asistente personal: Jennifer O'Neil (2008 — 2011)
- Mánager: Troy Carter (2008 — 2013)
- Bailarina: Amanda Balen (2009 — 2014)

## Creaciones

### 2008 - 2009: The Fame
- Sostén de discoteca
- Traje de látex
- Disco Stick
- Gafas de cristal
- Traje en «Poker Face»

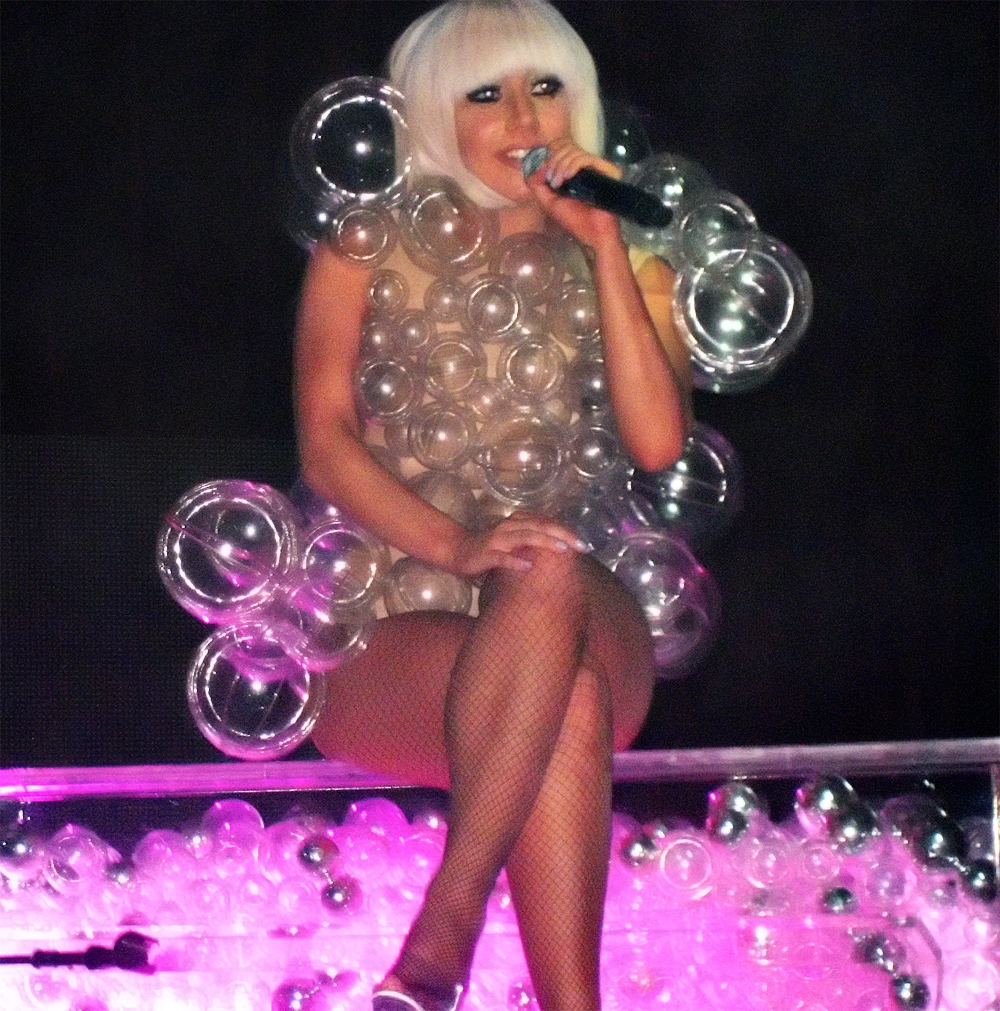
Vestido y piano de burbujas

- Traje negro de cristal estilo Gatúbela
- Máscara de espejos
- Gafas de iPod
- Vestido de origami (con Thierry Mugler)
- Guante de discoteca
- Vestido de narcisos de «Eh, Eh (Nothing Else I Can Say)»
- Motocicleta Vespa S 150 en «Eh, Eh (Nothing Else I Can Say)»
- Vestido de espejos
- Vestido y piano de burbujas
- Vestido con recortes del periódico The Sun
- Gafas de circuito
- Sostén pirotécnico
- Traje sangriento
- Keytar de cristales negro
- Traje de tachuelas

### 2009 - 2011: The Fame Monster

Vestido confeccionado por la Haus of Gaga

- Gafas de cuchillas de afeitar en «Bad Romance»
- Trajes y sarcófagos monstruos en «Bad Romance»
- Traje de esqueleto
- Piano en llamas
- La Órbita (versión corsee y gigante)
- Piano con garras monstruo
- Gafas de cigarrillos encendidos en «Telephone»
- Ropa interior con tachuelas
- Bikini con la bandera de los Estados Unidos en «Telephone»
- Traje de leopardo en «Telephone»
- Traje de perlas
- Disco Torch (primera remodelación del Disco Stick)
- Vestido viviente
- El Monstruo de la Fama
- Vestido de carne (con Franc Fernández)

### 2011 - 2013: Born This Way
- Cámaras digitales (con Polaroid)

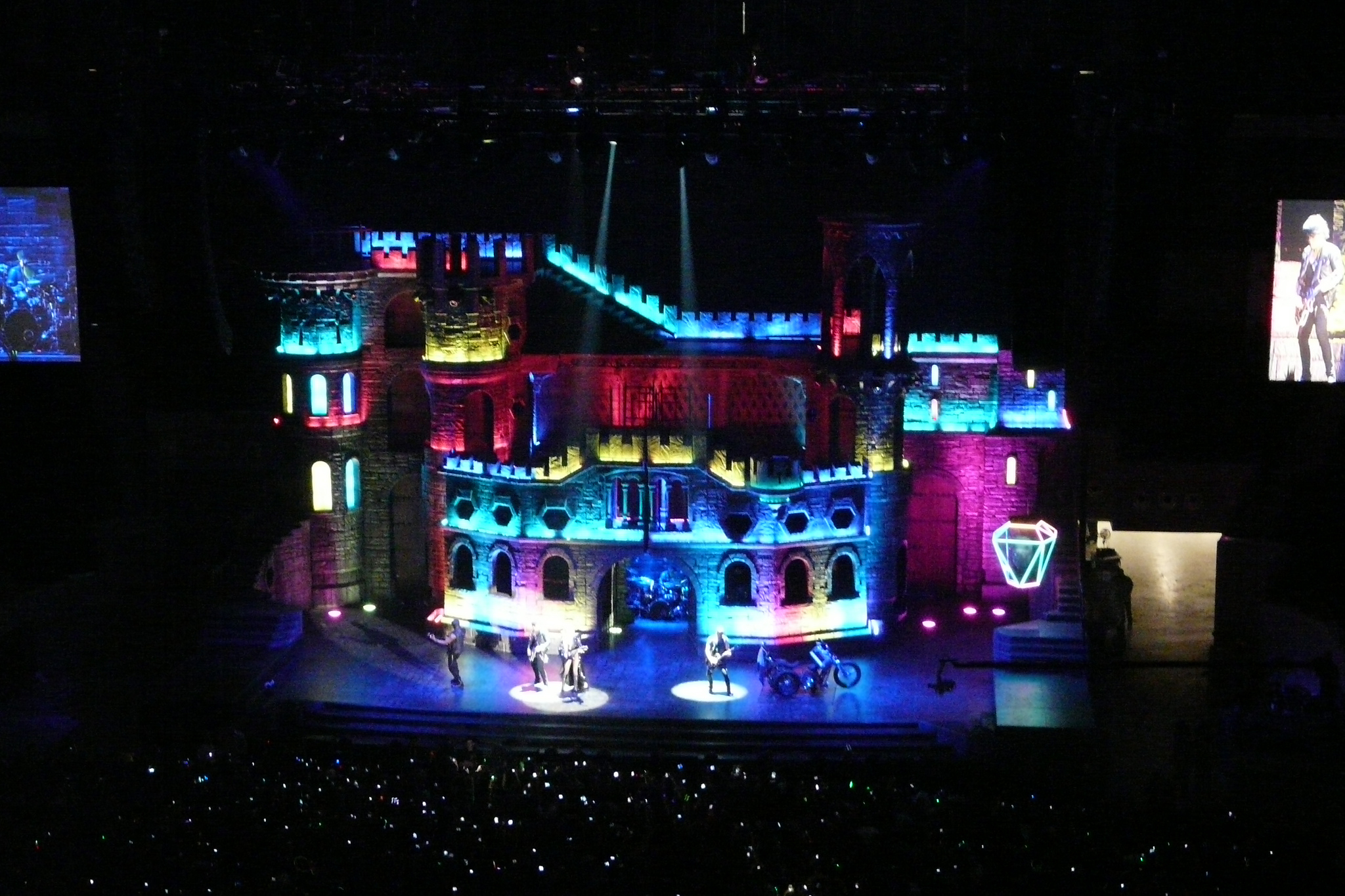
Escenario del Born This Way Ball Tour

- Motocicleta de la portada del álbum «Born This Way»
- Buque
- Órgano de tocador
- Piano de Unicornio
- Traje de látex (con Thierry Mugler)
- Gafas de sol de horquilla en «Yoü And I»
- Máscara de perlas
- Disco Scepter (segunda remodelación del Disco Stick)
- Unicornio en el Born This Way Ball Tour
- Traje de teclado en el Born This Way Ball Tour
- Vestido de carne de látex en el Born This Way Ball Tour
- Traje de aries en el Born This Way Ball Tour
- Escenario del Born This Way Ball Tour (con Mark Fisher)
- Piano de motocicleta en el Born This Way Ball Tour
- Cosméticos por Haus Laboratories

### 2012 -2014: ARTPOP
- Peluca de fibra óptica
- Aplicación ARTPOP TechHaus
- Sofá de circuitos
- Vestido generador de burbujas
- Vestido volador VOLANTIS.
- Muñeca tamaño real GAGADOLL
- Escenario del Artrave: The Artpop Ball Tour
- Plataforma de 3 pisos giratoria «Applause (canción)»
- Perfume Eau De Gaga by Haus Laboratories
- Elevador en forma de garra del Artrave: The Artpop Ball Tour